# Campeonato Paulista de Futebol de 1957 - Terceira Divisão
O Campeonato Paulista de 1957 - Terceira Divisão foi a quarta edição deste campeonato, teve como campeão o Expresso São Carlos. A conquista deu o direito a agremiação a disputar o Campeonato Paulista de Futebol da Segunda Divisão de 1958, mas o clube desistiu desse direito e saiu do futebol profissional.
O vice-campeão Monte Aprazível, e o terceiro colocado que foi contemplado com a desistência do Expresso São Carlos, o Vila Santista de Mogi das Cruzes, acessaram a segunda divisão de 1958.
O Monte Aprazível foi muito mal na segunda divisão e foi rebaixado já em 1958, e o Vila Santista foi muito bem no campeonato, e lá permaneceu até 1959.

## Campanha do campeão
Foram 24 jogos na 1ª fase e 2ª fase, sendo 14 vitórias, 4 empates, e 6 derrotas. Na fase final foram 3 jogos, sendo 2 vitórias e uma derrota, o título foi decidido em campo neutro na cidade de Pindorama.
1ª fase
- 09.07.1957 - Expresso São Carlos 3–2 Estrela da Bela Vista, em São Carlos
- 14.07.1957 - Expresso São Carlos 3–1 Itapirense, em São Carlos
- 21.07.1957 - Rio Claro 5–2 Expresso São Carlos, em Rio Claro
- 28.07.1957 - Expresso São Carlos 6–4 Mogi Mirim, em São Carlos
- 04.08.1957 - Velo Clube 3–1 Expresso São Carlos, em Rio Claro
- 11.08.1957 - Itapirense 0–3 Expresso São Carlos, em Itapira
- 18.08.1957 - Expresso São Carlos 3–3 Rio Claro, em São Carlos
- 25.08.1957 - Mogi Mirim 0–1 Expresso São Carlos, em Mogi Mirim
- 01.09.1957 - Expresso São Carlos 2–2 Velo Clube, em São Carlos
- 08.09.1957 - Estrela da Bela Vista 1–1 Expresso São Carlos, em São Carlos

2ª fase
- 29.09.1957 - Velo Clube 1–0 Expresso São Carlos, em Rio Claro
- 06.10.1957 - Expresso São Carlos 3–0 Aparecida, em São Carlos
- 13.10.1957 - Legionário 1–2 Expresso São Carlos, em Bragança Paulista
- 20.10.1957 - Ferroviária 2–0 Expresso São Carlos, em Pindamonhangaba
- 27.10.1957 - Expresso São Carlos 4–3 Guarani Saltense, em São Carlos
- 03.11.1957 - São José 0–1 Expresso São Carlos, em São José dos Campos
- 10.11.1957 - Expresso São Carlos 2–1 Vila Santista, em São Carlos
- 17.11.1957 - Expresso São Carlos 1–0 Velo Clube, em São Carlos
- 24.11.1957 - Aparecida 4–0 Expresso São Carlos, em Aparecida do Norte
- 01.12.1957 - Expresso São Carlos 4–0 Legionário, em São Carlos
- 08.12.1957 - Expresso São Carlos 3–2 Ferroviária, em São Carlos
- 15.12.1957 - Guarani Saltense 1–1 Expresso São Carlos, em Salto
- 22.12.1957 - Expresso São Carlos 4–0 São José, em São Carlos
- 29.12.1957 - Vila Santista 4–1 Expresso São Carlos, em Mogi das Cruzes

Fase final
- 26.01.1958 - Expresso São Carlos 3–1 Monte Aprazível, em São Carlos (jogo realizado no Campo do Palmeirinha)
- 02.02.1958 - Monte Aprazível 2–1 Expresso São Carlos, em Monte Aprazível
- 09.02.1958 - Expresso São Carlos 3–2 Monte Aprazível, em Pindorama (jogo realizado no Estádio Municipal)[1]

## Premiação
| Campeonato Paulista de 1957 - Terceira Divisão |
| ---------------------------------------------- |
| Expresso São Carlos Campeão (1º título)        |